# سلطعوناوات عنكبوتية
سلطعوناوات عنكبوتية أو ميجاوات (الاسم العلمي: Majoidea)، فصيلة عليا من دويبات البحر تنتمي إلى القشريات عشاريات الأرجل.